# Orthotrichum polytrichoides
Orthotrichum polytrichoides là một loài rêu trong họ Orthotrichaceae. Loài này được (Hedw.) Brid. mô tả khoa học đầu tiên năm 1801.